# ФК Арсенал Дзержинск
Арсенал Дзержинск е беларуски футболен клуб от Дзержинск. През сезон 2022 играе в Беларуска висша лига.

## История
Клубът е основан през 2019 г. и в същата година се присъединява към Беларуска втора лига, което е третото ниво на беларуския футбол. Те печелят промоция за Беларуска първа лига още в същия сезон. В лигата прекарват два сезона и през 2021 г. се класират в Беларуска висша лига. Сезон 2022 ще бъде дебютен за тях в първото ниво на беларуския футбол. 